# Saint-Martin-des-Puits

Saint-Martin-des-Puits este o comună în departamentul Aude din sudul Franței. În 1 ianuarie 2022 avea o populație de 30 de locuitori.